# Tour de France 2014/20. Etappe
Die 20. Etappe der Tour de France 2014 fand am 26. Juli 2014 statt und führte als Einzelzeitfahren von Bergerac über 54 km nach Périgueux. Es war das einzige Zeitfahren dieser Tour de France, es gingen 164 Fahrer an den Start.

## Zwischenzeiten
| Beleymas Zwischenzeit 1 nach 19 km auf 137 m |                    |                              |            |
| 1.                                           | Deutschland        | Tony Martin (OPQ)            | 0:23:33 h  |
| 2.                                           | Niederlande        | Tom Dumoulin (GIA)           | + 0:33 min |
| 3.                                           | Tschechien         | Jan Bárta (TNE)              | + 0:35 min |
| 4.                                           | Polen              | Michał Kwiatkowski (OPQ)     | + 0:38 min |
| 5.                                           | Frankreich         | Sylvain Chavanel (IAM)       | + 0:38 min |
| 6.                                           | Frankreich         | Jean-Christophe Péraud (ALM) | + 0:42 min |
| 7.                                           | Vereinigte Staaten | Tejay van Garderen (BMC)     | + 0:47 min |
| 8.                                           | Tschechien         | Leopold König (TNE)          | + 0:48 min |
| 9.                                           | Italien            | Vincenzo Nibali (AST)        | + 0:48 min |
| 10.                                          | Spanien            | Markel Irízar (TFR)          | + 0:59 min |

| Font-de-Meaux Zwischenzeit 2 nach 39 km auf 212 m |                    |                              |            |
| 1.                                                | Deutschland        | Tony Martin (OPQ)            | 0:48:03 h  |
| 2.                                                | Niederlande        | Tom Dumoulin (GIA)           | + 0:59 min |
| 3.                                                | Tschechien         | Leopold König (TNE)          | + 1:17 min |
| 4.                                                | Italien            | Vincenzo Nibali (AST)        | + 1:22 min |
| 5.                                                | Vereinigte Staaten | Tejay van Garderen (BMC)     | + 1:24 min |
| 6.                                                | Tschechien         | Jan Bárta (TNE)              | + 1:28 min |
| 7.                                                | Frankreich         | Sylvain Chavanel (IAM)       | + 1:40 min |
| 8.                                                | Frankreich         | Jean-Christophe Péraud (ALM) | + 1:52 min |
| 9.                                                | Spanien            | Markel Irízar (TFR)          | + 1:54 min |
| 10.                                               | Polen              | Maciej Bodnar (CAN)          | + 2:03 min |

| Côte de Coulounieix-Chamiers Zwischenzeit 3 nach 48 km auf 121 m |                    |                              |            |
| 1.                                                               | Deutschland        | Tony Martin (OPQ)            | 1:00:09 h  |
| 2.                                                               | Niederlande        | Tom Dumoulin (GIA)           | + 1:27 min |
| 3.                                                               | Italien            | Vincenzo Nibali (AST)        | + 1:33 min |
| 4.                                                               | Tschechien         | Leopold König (TNE)          | + 1:38 min |
| 5.                                                               | Tschechien         | Jan Bárta (TNE)              | + 1:38 min |
| 6.                                                               | Vereinigte Staaten | Tejay van Garderen (BMC)     | + 1:50 min |
| 7.                                                               | Frankreich         | Jean-Christophe Péraud (ALM) | + 2:07 min |
| 8.                                                               | Spanien            | Markel Irízar (TFR)          | + 2:14 min |
| 9.                                                               | Frankreich         | Sylvain Chavanel (IAM)       | + 2:15 min |
| 10.                                                              | Vereinigte Staaten | Danny Pate (SKY)             | + 2:41 min |